# Wlad Hlal
Wlad Hlal (en arabe : اولاد الحلال) est une série télévisée algérienne réalisée par Nasreddine Shili, produite par le groupe Echorouk. La première diffusion a lieu en 2019 sur Echorouk TV et Echorouk Plus. 
Elle est considérée comme l'une des séries les plus réussies de l'histoire de l'Algérie [Par qui ?]; elle est également considérée[Par qui ?] comme la meilleure production dramatique du ramadan 2019 et la plus regardée sur YouTube en Algérie.

## Synopsis
La série raconte l'histoire de deux frères Merzak et Zinou, bandits justiciers, qui décident d’habiter dans le quartier «El Bahia» pour rechercher leur sœur après le décès de leur mère.
au fur et à mesure des jours, ils réalisent que le quartier est contrôlé par un trafiquant de drogue qui profite de la pauvreté des gens, et que l'endroit cache de nombreux mystères.
Le dernier épisode de la série a provoqué des réactions de colère et de sympathie à l'égard de son héros, Merzak, et les a poussés à exiger une seconde partie. La série s'est terminée par un tir mystérieux blessant ce héros par un coup de feu au niveau abdominal, ce que certains interprètent comme la mort du héros, ce qui provoque leur colère et leur chagrin, et certaines personnes ne l'acceptent pas.

## Distribution
| Acteur                             | Personnage                      | Description                                                                  |
| ---------------------------------- | ------------------------------- | ---------------------------------------------------------------------------- |
| Abdelkader Djeriou \| Merzak       | Le frère ainé de Zinou et Yahia |                                                                              |
| Youcef Sehairi                     | Zinou                           | Le frère de Merzak et Yahia                                                  |
| Mustapha Laribi                    | Khaled                          | Trafiquant de drogue, le mari de Malika, le fils de Aicha et frère de Salima |
| Malika Belbey                      | Zoulikha                        | Mère de Lila et Dalila                                                       |
| Souhila Mallem                     | Lila                            | La vendeuse en parfumerie, la fille de Zoulikha, sœur de Dalila              |
| Younes Merabet                     | Malik                           | L'informateur de Merzak                                                      |
| Mohamed Khassani                   | Redha                           | Le volailler, l'ami de Merzak et Zinou.                                      |
| Aziz Boukrouni                     | Ali                             | Le frère de Malika                                                           |
| Haifa Rahim                        | Dalila                          | Sœur de Lila, Fille de Zoulikha                                              |
| Imen Noël                          | Malika                          | Femme de Khaled, sœur de Ali                                                 |
| Amine Mohamed Djemal               | Yacine, Lyes ou Yahia           | L'homme de main de Khaled et le petit frère de Merzak et Zinou               |
| Ahmed Medah                        | Toufik                          |                                                                              |
| Meriem Oukbir                      | Dalya                           | La psychologue de Rabie et la compagne de Merzak                             |
| Jalab Benabdallah                  | Faraj                           | Le porteur d'eau (guerrab)                                                   |
| Fatima Zohra Hasnaoui              | Salima                          | La sœur de Khaled et la femme de Ali                                         |
| Ramadan Daoudi                     | Fathi                           | Le serveur du café et l'homme de main de Ali.                                |
| Mouni Bouallam                     | Narimane                        | La coiffeuse, l'amie de Lila et Dalila                                       |
| Maryam Amiar                       | Rym                             | Soeur de Rabiie                                                              |
| Mohamed Fremahdi                   | Youcef                          | Le trafiquant de drogue, rival de Khaled et son ancien patron.               |
| Kalthoum Fouzia Bouchareb          | Fatma                           | Mère de Redha                                                                |
| Chehla Ben Dass                    | Hlima                           |                                                                              |
| Abubaker Sadik Benaissa            | Karim                           | L'homme de main de Youcef, le cousin de Merzak, Zinou et Yahia               |
| Noura Akboubi                      |                                 | Mère de Rym et Rabiie                                                        |
| Rabie Ajaout                       | Nacer                           | Oncle adoptif de Yahia                                                       |
| Hamida Sbaa                        |                                 | la mère adoptive de Yahya                                                    |
| Solidim                            | Aboubaker                       | Ami de Kader                                                                 |
| Ahmed Benaissa                     |                                 | Le père de Merzak, Zinou et Yahya et l'oncle de Karim                        |
| Fadéla Hachemaoui                  | Aicha                           | Mère de Khaled et Salima                                                     |
| Redha City 16                      | Redha                           | Brad droit de Kader Merdaci                                                  |
| Djamel Barek                       | Kader Merdaci                   | Baron de drogue , Père adoptif de Dalia                                      |
| Rym Takoucht                       |                                 | La femme de Kader , Mère de Dalia                                            |
| Said Bey                           | Ahmed                           |                                                                              |
| Fati Jamali                        | Dounia                          |                                                                              |
| Halim Zerbiaa                      | KatKat                          | Ami de Kader                                                                 |
| Bleh Boumediene                    |                                 | Homme de main de KatKat                                                      |
| Yasmine Ammari (invitée d'honneur) |                                 | Sœur de Merzak, Zinou et Yahia                                               |
| Ikram Menara                       |                                 | Femme de Toufik                                                              |
| Hicham Abd-el-Fetah                | Houari                          |                                                                              |
| Celia Ould Mohand                  |                                 | Fille de Youcef                                                              |
| Mohamed Akboubi                    | Rabie                           | Le petit frère de Rym                                                        |

## Tournage
La majorité des scènes de la première saison de Wlad Hlal est tournée dans le quartier Ederb à Oran. Certaines scènes ont aussi été filmées à Alger. 

## Aperçu de la série
| Saison | Épisodes | Chaîne TV                 | Diffusé à l'origine | Diffusé à l'origine |
| Saison | Épisodes | Chaîne TV                 | Première            | Final               |
| ------ | -------- | ------------------------- | ------------------- | ------------------- |
| 1      | 28       | Echorouk Plus Echorouk TV | 6 mai 2019          | 2 juin 2019         |